# Cleo Stieber
Cleo Stieber (n. 1923, Pitești, d. 2012 Koln, Germania) a fost una dintre primele crainice ale TVR. Aceasta a deschis pe 21 august 1955 la ora 20 prima emisiune experimentală a postului. A prezentat și primul Revelion transmis de TVR în 31 decembrie 1956. A fost medic pediatru de profesie și a studiat la Clinica de Pediatrie a Institutului  Fundeni, apoi la Institutul de Ocrotire a Mamei si Copilului. A renunțat la această carieră pentru a se dedica micului ecran. În 1963 a fost autoarea unei lucrări științifice publicată în revista Pediatria. 
În 1964 a renunțat la jumătate din norma de la TVR.

### Viata personală
A fost căsătorită cu un stomatolog, Dr. Stieber și locuiau împreună cu sora ei mai mare, Felicia Weiss, în strada Bibescu Vodă nr. 19. În 1971 familia a plecat spre Israel, dar a rămas în Italia, unde fiul a studiat medicină. În 2004 Cleo Stieber locuia în Germania, la Koln, unde a și decedat.